# 하노흐 피벤
하노흐 피벤(히브리어: חנוך פיבן, 영어: Hanoch Piven, 1963년 8월 21일 ~ )은 이스라엘의 혼합매체 예술가이며, 유명인들의 캐리커처 작가로 유명하다.

## 생애
피벤은 우루과이에서 태어나 이스라엘에서 자랐으며, 뉴욕의 SAV에서 공부하였고 1992년도에 졸업했다. 1995년에 이스라엘로 돌아와 하아레츠 신문사에서 그의 커리어를 쌓기 시작했다.
피벤의 손 끝에서 탄생한 작품들은 주로 특정 주제를 표현할 수 있는 사물들을 포함하여 일상에서 흔히 접할 수 있는 물건 및 쓰다 남은 재료 등으로 구성되어있으며, 대표적인 예로 볼로냐 소시지 및 술병을 이용하여 2000년 하아레츠에 러시아의 전 대통령 보리스 옐친을 표현하였다. 또한 그의 캐리커처는 타임, 뉴스위크, 롤링 스톤, 더 애틀랜틱, 타임스, 엔터테인먼트 위클리 등 많은 잡지에 수록되었다.
2003년부터 바르셀로나, 부에노스아이레스, 토론토 등의 도시에서 국제 워크샵을 시작하였다. 당시 워크샵은 피벤의 콜라주 기법의 원칙을 주요 골자로 하여 젊은이들로 하여금 일상에서 볼 수 있는 재료로 자신만의 예술 세계를 구축할 수 있도록 권장하고 격려하였다.